# Josef Hora

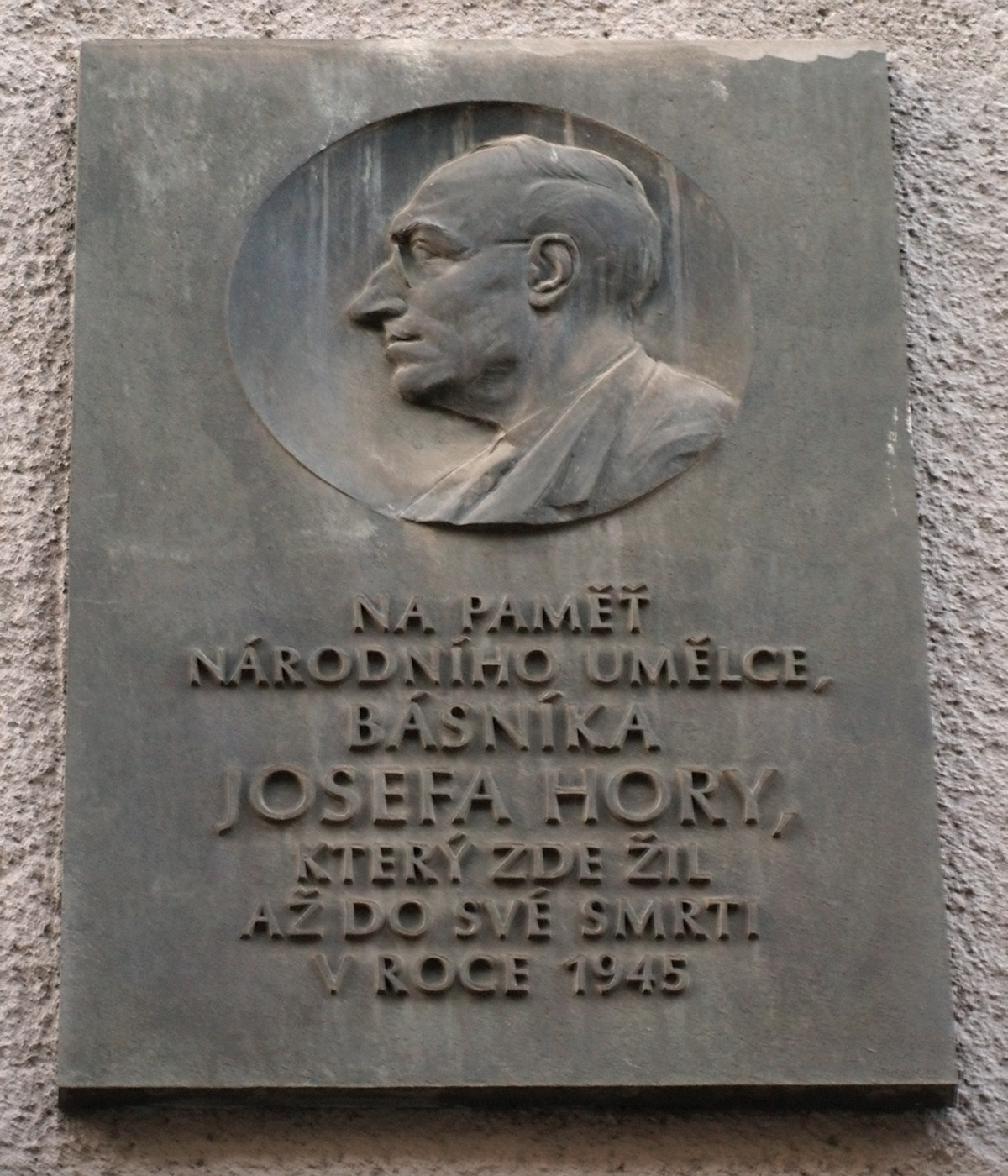
Pamětní deska v Jindřišské ulici v Praze (Jindřišská 5/901)

Josef Hora (8. července 1891, Dobříň – 21. června 1945, Praha) byl český básník, překladatel, novinář a literární kritik. In memoriam byl jako první jmenován národním umělcem.

## Život

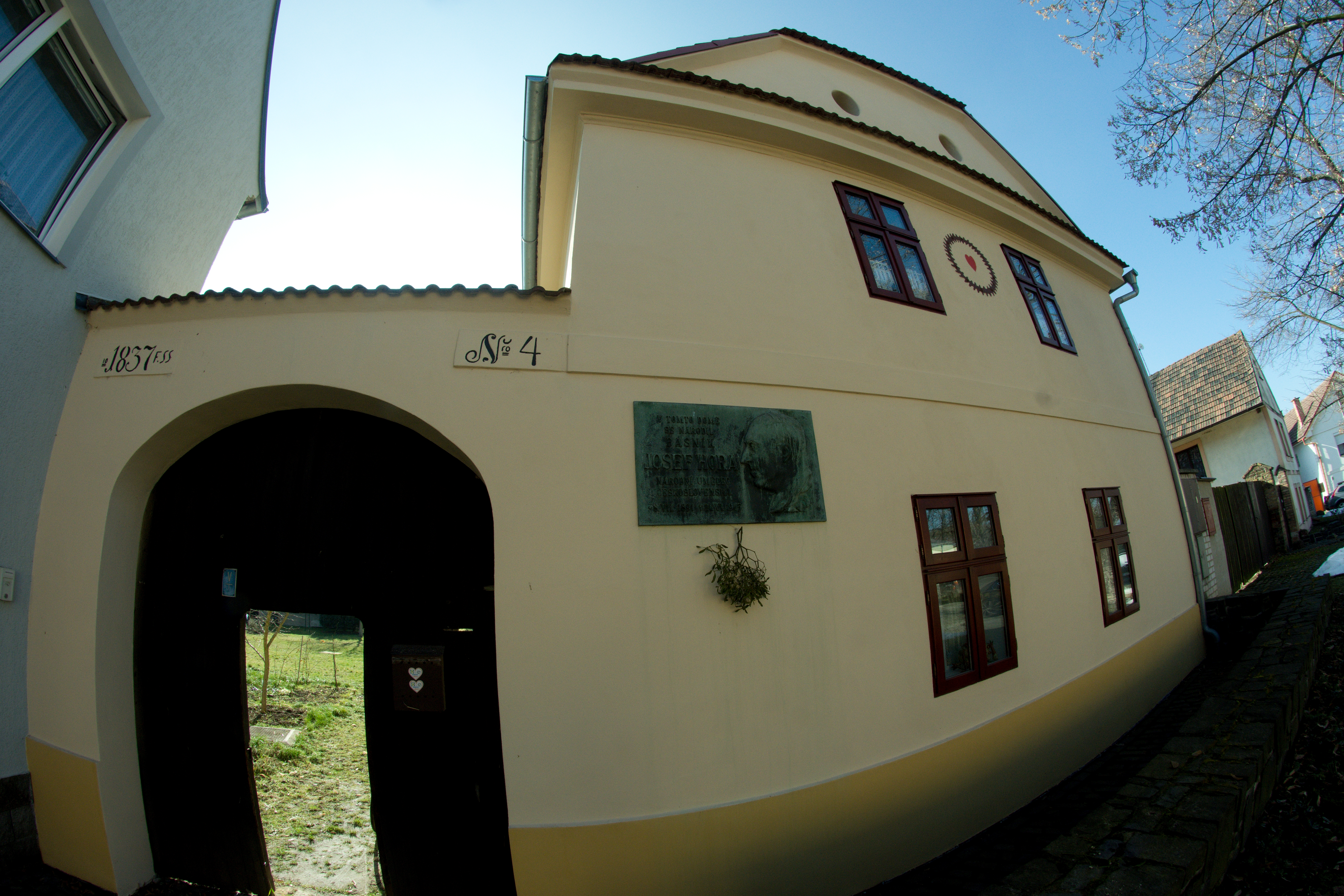
Rodný dům básníka Josefa Hory v Dobříni

Narodil se v Dobříni u Roudnice nad Labem, ale v roce 1893 se rodina přestěhovala do Prahy. Po dalších třech letech se však rodiče rozešli a mladý Josef se společně s matkou odstěhoval k tetě do Roudnice, kde vystudoval gymnázium. Během tohoto období také v časopise Vesna poprvé publikoval své verše.
Po maturitě odešel do Prahy na práva, kam však trvale přesídlil až v roce 1919. Vstoupil do redakce Práva lidu, v roce 1921 přešel k Rudému právu, kde vedl kulturní rubriku. Od roku 1926 byl zároveň jeho odpovědným redaktorem. Po rozchodu s komunistickou stranou (1929 – Manifest sedmi) přešel do kulturní rubriky Českého slova.
Působil též v časopisech Moderní revue, Zvon a později vydával vlastní časopis Plán. Podílel se na Literárních novinách. Po rozchodu s komunisty postupně přešel od stranického novinaření k publicistice, založil sbírku drobnějších monografií Postavy a dílo, do které přispěl svazečkem o K. Tomanovi (1935).
Pro jeho dílo mělo velký význam cestování – navštívil Itálii, SSSR, Německo, Francii, Estonsko, Maďarsko a Jugoslávii.
Válku prožil těžce nemocný. Zemřel krátce po osvobození, pohřben byl na vyšehradském Slavíně.

## Dílo
- Básně (1915) – sbírka je poznamenaná poetikou J. Vrchlického a A. Sovy.
- Strom v květu (1920) – básně mají vitalisticko-impresionistickou podobu, objevuje se zde smysl pro dynamiku doby. [4]

### Proletářská poezie
- Pracující den (1920) – tuto sbírku lze považovat za proletářskou poezii – tzn. že se jedná o první sbírku tohoto typu (vydána před J. Wolkerem). Tyto básně však nejsou revoluční a burcující, spíše se zamýšlejí nad osudem dělníků. Dělník byl pro Horu nositel třídní nenávisti, ale svým kolektivismem byl i nositelem nového typu humanismu. [5]
  - Dělnická madonna – tato báseň je typickým příkladem Horovy proletářské poezie. Dělnický byt básníkovi připomíná Betlém, ale dítě, které se narodilo, se nenechá ukřižovat, ale naopak zahájí boj za „spravedlivější svět“.
- Srdce a vřava světa [6]
- Bouřlivé jaro [7]

Znaky jeho proletářské poezie jsou poměrně podobné Wolkerovým, ale Hora nepsal balady, nýbrž lyriku. Samozřejmě, že od Pracujícího dne se jeho proletářská poezie vyvíjela, ale ani ne tak svým smyslem, vývoj byl spíše literární.
Souběžně s proletářskou poezií vyšly romány, které nedosahují úrovně autorových básní:
- Socialistická naděje (1922) – tímto románem se autor hlásí k levici.
- Hladový rok (1926) – román s válečnou tematikou. [8]
- Dech na skle – román s válečnou tematikou. [9]

V dalších sbírkách již Hora opouštěl proletářskou poezii.
- Itálie (1925) – zde se začíná více prosazovat lyrika, sociální motivy zde nechybí, ale ustupují do pozadí. Autor obdivuje krásy Itálie, tak jak je viděl na své cestě Itálií. Často je srovnává se svým domovem. [10]
- Struny ve větru (1927) – i zde již převládá lyrika nad proletářskou poezií, autor se zde vyznává ze svého vztahu k Rusku a k V. I. Leninovi – obojí si velmi idealizuje. [11]
  - Čas – báseň, která tuto sbírku charakterizuje; v této básni se zamýšlí nad během času. Již zde nejsou ani zbytky proletářské poezie.
- Kniha času a ticha – tato kniha spojuje sbírky, které jsou si tematicky podobné. Námětem pro básně je zde čas. Je složena z těchto sbírek: [12]
  - Tvůj hlas (1930) [13]
  - Tonoucí stíny (1933). Dostupné jako e-kniha. [13]
  - Dvě minuty ticha (1934)
  - Tiché poselství (1936). Dostupné jako e-kniha.
- Máchovské variace (1936) – protifašistická sbírka. Básník si vybral Máchu jako symbol revolučnosti a nepoddajnosti. Říká zde, že se člověk nesmí poddat tlaku situace, ale musí vystupovat aktivně. Tak zůstává žít ve svém díle i po smrti. Medituje tak o máchovských tématech – život, smrt, čas.
- Domov (1938) – oslava Čech a jejich slavné minulosti, vyjadřuje zde přesvědčení, že národ je věčný. [14]
  - Zpěv rodné zemi – nejznámější báseň z této sbírky, Hora zde přehlíží české dějiny a vidí v nich války a utrpení, které však země přečká. Národ nevnímá pouze jako současnost, ale i jako generace minulé a budoucí.
- Jan houslista (1939) – vydáno po okupaci, básně byly nutně alegorické, protože nemohl tvořit svobodně a vše muselo projít nacistickou cenzurou. Tématem je návrat hudebníka, který se vydal do světa, do rodné země. Dostupné jako e-kniha. [15]
- Zahrada Popelčina (1940) [16]
- Život a dílo básníka Aneliho – napsáno během války, vydáno posmrtně v roce 1945, dvoudílná, napůl autobiografická poema. V první části líčí lyrickoepickým způsobem život fiktivního arabského básníka, v druhé podává výbor z „jeho“ lyrických básní. [17]
- Zápisky z nemoci (1945) – zachycuje zde své pocity z nemoci a stáří. [18]
- Proud (1945)[19] – poezie psaná s lehkostí.

### Překlady
Hora byl vynikající překladatel z ruštiny, přeložil Puškinova Evžena Oněgina, dále překládal Lermontova, Jesenina a Pasternaka, pořídil také výbor ze slovinské poezie: Hvězdy nad Triglavem.

## Ocenění a odkaz
Josef Hora byl 22. června 1945, den po své smrti, jmenován prvním národním umělcem. Je také nositelem Řádu Tomáše Garrigua Masaryka.
V pražské čtvrti Libeň je po něm pojmenováno Horovo náměstí. Náměstí vzniklo na konci 19. století a původně neslo název Tyršovo po spoluzakladateli Sokola Miroslavu Tyršovi. V letech 1940 – 1945 bylo náměstí přejmenováno na Kapersteinovo a následně v období 1945 – 1948 se opět jmenovalo Tyršovo. Od roku 1948 nese název Horovo náměstí, a to i v současné době, kdy se jedná spíše o ulici, neboť z náměstí po demolici severní části zbyly pouze čtyři budovy v jedné řadě.
Po Josefu Horovi jsou též pojmenovány ulice, náměstí či další místa v mnoha obcích v Česku.

## Zajímavost
Když byly 7. května 1939 slavnostně pohřbeny ostatky Karla Hynka Máchy na pražském Slavíně, nesli jeho rakev František Sekanina, Jaroslav Seifert, František Halas, Josef Knap, František Kropáč a Josef Hora.